# Паншин, Алексей
Алексей Паншин (англ. Alexis Adams Panshin; 14 августа 1940[…], Лансинг — 21 августа 2022, Пенсильвания) — американский писатель и критик в жанре научной фантастики. Он написал несколько критических работ и романов, в том числе «Обряд перехода» (издан русский перевод), который получил премию «Небьюла» за лучший роман, и «The World Beyond the Hill», награждённая премией «Хьюго» как лучшая нехудожественная работа. Некоторые произведения написаны в соавторстве с женой, Кори Паншин.

## Другие работы
К наиболее известным работам Паншина также можно отнести трилогию «Anthony Villiers», состоящую из романов «Star Well», «The Thurb Revolution» и «Masque World». Четвёртый роман серии, «The Universal Pantograph», не был опубликован, предположительно, из-за конфликта с издателем. Кроме того, в соавторстве с женой Кори он написал роман «Earth Magic». Также вместе с ней Паншин создал основные критические работы: «SF in Dimension: A Book of Explorations» (1976) и «The World Beyond the Hill» (1989). В 1975 году был издан сборник из преимущественно сольных рассказов Паншина «Farewell To Yesterday’s Tomorrow».
Паншин написал одно из первых серьёзных исследований творчества Роберта Хайнлайна, «Heinlein In Dimension: A Critical Analysis» (1968). Эта работа впервые принесла Паншину широкую известность. Сам Хайнлайн возражал против неё и пытался остановить публикацию. Паншину удалось опубликовать её в 1966 году в фэнзине, благодаря чему он получил в 1967 премию «Хьюго» как лучший фэн-писатель, а ещё через год книга была профессионально издана. Мнения о «Heinlein In Dimension» разделились. Спайдер Робинсон и Сэм Московиц резко критиковали её. Исследователь творчества Хайнлайна, Джеймс Гиффорд, отмечает, что именно Паншин, вполне вероятно, нанёс наибольший урон делу изучения Хайнлайна. Используемые критиком аргументы Гиффорд называет краткими и поверхностными, противоречащими друг другу. У Паншина же собственное мнение по этому вопросу, с некоторыми материалами можно ознакомиться на его официальном сайте.